# Liste der Baudenkmäler in Stubenberg (Niederbayern)
Baudenkmäler in der niederbayerischen Gemeinde Stubenberg zusammengestellt. Diese Tabelle ist eine Teilliste der Liste der Baudenkmäler in Bayern. Grundlage ist die Bayerische Denkmalliste, die auf Basis des Bayerischen Denkmalschutzgesetzes vom 1. Oktober 1973 erstmals erstellt wurde und seither durch das Bayerische Landesamt für Denkmalpflege geführt wird. Die folgenden Angaben ersetzen nicht die rechtsverbindliche Auskunft der Denkmalschutzbehörde.

## Baudenkmäler nach Ortsteilen

### Stubenberg
| Lage                    | Objekt                            | Beschreibung | Akten-Nr.     | Bild                          |
| ----------------------- | --------------------------------- | --- | ------------- | ----------------------------- |
| Bergstraße 1 (Standort) | Katholische Pfarrkirche St. Georg | Einschiffiger spätgotischer Kirchenbau mit Turm südlich des Chors, im Kern spätes 15. Jahrhundert, nach Brand 1743 in Rokokoformen wiederhergestellt und Anbau der nördlichen, seitenschiffartigen Frauenkapelle; mit Ausstattung | D-2-77-147-2  | weitere Bilder                |
| Bergstraße 4 (Standort) | Ehemalige Schule                  | Zweigeschossiger Putzbau mit flach geneigtem Satteldach, im Kern erstes Viertel 19. Jahrhundert | D-2-77-147-26 | Ehemalige Schule              |
| Schloßberg 2 (Standort) | Mauerwerk der ehemaligen Burg     | Wohl 13. Jahrhundert; in der Westseite des Wohnhauses und im schräg gestellten Eckturm | D-2-77-147-3  | Mauerwerk der ehemaligen Burg |

### Außergernwallen
| Lage                         | Objekt                       | Beschreibung | Akten-Nr.    | Bild                         |
| ---------------------------- | ---------------------------- | --- | ------------ | ---------------------------- |
| Außergernwallen 1 (Standort) | Bauernhaus des Dreiseithofes | Zweigeschossiger Blockbau, im Kern Anfang 19. Jahrhundert, Dach später; Stallstadel, im Obergeschoss mit Andreaskreuz-Bundwerk, erste Hälfte 19. Jahrhundert | D-2-77-147-9 | Bauernhaus des Dreiseithofes |

### Bertenöd
| Lage                  | Objekt                       | Beschreibung | Akten-Nr.    | Bild |
| --------------------- | ---------------------------- | --- | ------------ | ---- |
| Bertenöd 2 (Standort) | Bauernhaus des Vierseithofes | ehemaliges Wohnstallhaus, zum Teil zweigeschossiger Blockbau, mit flach geneigtem Satteldach, Ende 18. Jahrhundert | D-2-77-147-4 | BW   |

### Engleiten
| Lage                   | Objekt                       | Beschreibung | Akten-Nr.    | Bild                         |
| ---------------------- | ---------------------------- | --- | ------------ | ---------------------------- |
| Engleiten 2 (Standort) | Bauernhaus des Vierseithofes | Zweigeschossig, in verschaltem Blockbau, im Kern 18. Jahrhundert, Dach im späten 19., frühen 20. Jahrhundert erneuert; Stallstadel mit hofseitigem Schrot, Mitte 19. Jahrhundert, Erdgeschoss 1952 erneuert; auf der Südseite kleiner Massivbau mit Balusterschrot und Korbbogenarkaden im Erdgeschoss für die Wagenremise, 2. Viertel 19. Jahrhundert | D-2-77-147-6 | Bauernhaus des Vierseithofes |

### Geißen
| Lage                | Objekt      | Beschreibung | Akten-Nr.    | Bild |
| ------------------- | ----------- | --- | ------------ | ---- |
| Geißen 1 (Standort) | Vierseithof | 1. Drittel 19. Jahrhundert; Wohnhaus, zweigeschossiger Satteldachbau mit Putzgliederungen, nach Brand 1902 erneuert; Stall mit böhmischen Gewölben; Stallstadel, Ständerbohlenwand im Obergeschoss; Stadel, verbretterter Ständerbau; Backhaus mit Doppelbackofen, Ziegelbau mit mittelsteilem Satteldach, gleichzeitig | D-2-77-147-7 | BW   |

### Gschwandt
| Lage                   | Objekt                          | Beschreibung | Akten-Nr.     | Bild |
| ---------------------- | ------------------------------- | --- | ------------- | ---- |
| Gschwandt 2 (Standort) | Wohnstallhaus des Vierseithofes | Rottaler Bauernhaus, zum Teil mit zweigeschossigem Blockbau, letztes Viertel 18. Jahrhundert, Dach nachträglich verändert | D-2-77-147-27 | BW   |

### Hartdobl
| Lage                  | Objekt      | Beschreibung                                                                                        | Akten-Nr.     | Bild        |
| --------------------- | ----------- | --------------------------------------------------------------------------------------------------- | ------------- | ----------- |
| Hartdobl 1 (Standort) | Einfirsthof | Mitterstallbau mit Blockbau-Obergeschoss und flach geneigtem Satteldach, 1. Drittel 19. Jahrhundert | D-2-77-147-10 | Einfirsthof |

### Hösling
| Lage                 | Objekt                                       | Beschreibung | Akten-Nr.     | Bild                                         |
| -------------------- | -------------------------------------------- | --- | ------------- | -------------------------------------------- |
| Hösling 1 (Standort) | Ehemaliges Wohnstallhaus eines Vierseithofes | Rottaler Bauernhauses, zweigeschossiger Blockbau mit zwei Schroten, bemalten Balkenköpfen und flach geneigtem Satteldach, bezeichnet 1791, Westteil unter altem Dach 1991/93 erneuert | D-2-77-147-11 | Ehemaliges Wohnstallhaus eines Vierseithofes |

### Kaltenöd
| Lage                  | Objekt                         | Beschreibung                                                                                            | Akten-Nr.     | Bild |
| --------------------- | ------------------------------ | --- | ------------- | ---- |
| Kaltenöd 1 (Standort) | Bauernhaus eines Vierseithofes | Mit Blockbau-Obergeschoss und flach geneigtem Satteldach, Schrote mit Balustersäulchen, bezeichnet 1796 | D-2-77-147-12 | BW   |

### Oberölling
| Lage                    | Objekt                                    | Beschreibung                                                                    | Akten-Nr.     | Bild                                      |
| ----------------------- | ----------------------------------------- | ------------------------------------------------------------------------------- | ------------- | ----------------------------------------- |
| Oberölling 1 (Standort) | Bauernhaus eines ehemaligen Vierseithofes | Hofseitig zweigeschossiger Blockbau, bezeichnet 1790, Dach nachträglich gedreht | D-2-77-147-14 | Bauernhaus eines ehemaligen Vierseithofes |

### Pechl
| Lage               | Objekt                   | Beschreibung | Akten-Nr.     | Bild                     |
| ------------------ | ------------------------ | --- | ------------- | ------------------------ |
| Pechl 1 (Standort) | Ehemaliges Wohnstallhaus | Mit verbrettertem Blockbau-Obergeschoss und Giebelschrot, 1. Hälfte 19. Jahrhundert, im Nordteil kleiner Stall mit böhmischen Gewölben; Stadel, verbretterter Ständerbau mit Traidkasten, wohl 1. Hälfte 18. Jahrhundert | D-2-77-147-28 | Ehemaliges Wohnstallhaus |

### Pranz
| Lage               | Objekt                                     | Beschreibung | Akten-Nr.     | Bild                                       |
| ------------------ | ------------------------------------------ | --- | ------------- | ------------------------------------------ |
| Pranz 2 (Standort) | Stattliches Bauernhaus eines Vierseithofes | Mit Blockbau-Obergeschoss, Giebelschrot und flach geneigtem Satteldach, Ende 18. Jahrhundert, zum Teil erneuert | D-2-77-147-15 | Stattliches Bauernhaus eines Vierseithofes |

### Prienbach
| Lage                    | Objekt                                | Beschreibung | Akten-Nr.     | Bild                     |
| ----------------------- | ------------------------------------- | --- | ------------- | ------------------------ |
| Kirchenweg 1 (Standort) | Katholische Pfarrkirche St. Stephanus | Einschiffiger spätgotischer Tuffsteinquaderbau mit südseitigem Turm, spätes 15. Jahrhundert, Turmunterbau 2. Hälfte 13. Jahrhundert; mit Ausstattung | D-2-77-147-17 | weitere Bilder           |
| Kirchenweg 2 (Standort) | Ehemaliges Wohnstallhaus              | Rottaler Bauernhaus mit zweigeschossigem Blockbau, zwei Giebelschroten und flach geneigtem Satteldach, Ende 18. Jahrhundert                          | D-2-77-147-16 | Ehemaliges Wohnstallhaus |
| Poststraße 1 (Standort) | Gasthaus                              | Zweigeschossiger Walmdachbau mit Portalvorbauten, Dekor in Jugendstilbarock, um 1910                                                                 | D-2-77-147-13 | Gasthaus                 |

### Überacker
| Lage                   | Objekt                                              | Beschreibung                                                                                              | Akten-Nr.     | Bild                                                |
| ---------------------- | --------------------------------------------------- | --- | ------------- | --------------------------------------------------- |
| Überacker 2 (Standort) | Stattliches Rottaler Bauernhaus eines Vierseithofes | Mit Blockbau-Obergeschoss, zwei Giebelschroten und flach geneigtem Satteldach, 1. Viertel 19. Jahrhundert | D-2-77-147-22 | Stattliches Rottaler Bauernhaus eines Vierseithofes |

### Vorderelexenau
| Lage                        | Objekt      | Beschreibung | Akten-Nr.     | Bild        |
| --------------------------- | ----------- | --- | ------------- | ----------- |
| Vorderelexenau 5 (Standort) | Vierseithof | Ganze Anlage um 1860/70; Bauernhaus, zweigeschossiger und unverputzter Backsteinbau mit Satteldach und Giebelzinnen; Südflügel, Backsteinbau mit Stall; Ostflügel, stattlicher verbretterter Stadel; Nordflügel, Stallstadel mit hofseitigem Schrot | D-2-77-147-23 | Vierseithof |

### Zehentleiten
| Lage                      | Objekt                                       | Beschreibung | Akten-Nr.     | Bild                                         |
| ------------------------- | -------------------------------------------- | --- | ------------- | -------------------------------------------- |
| Zehentleiten 1 (Standort) | Wohnstallhaus eines ehemaligen Vierseithofes | Stattlicher Bau mit Blockbau-Obergeschoss, Giebelschroten und flach geneigtem Satteldach, wohl Mitte 18. Jahrhundert | D-2-77-147-24 | Wohnstallhaus eines ehemaligen Vierseithofes |

## Ehemalige Baudenkmäler
| Lage                            | Objekt   | Beschreibung                                                                                | Akten-Nr.             | Bild     |
| ------------------------------- | -------- | ------------------------------------------------------------------------------------------- | --------------------- | -------- |
| Stubenberg Hofmark 6 (Standort) | Wohnhaus | Kleiner zweigeschossiger Blockbau mit flach geneigtem Satteldach, 1. Hälfte 19. Jahrhundert | D-2-77-147-1 Wikidata | Wohnhaus |

## Abgegangene Baudenkmäler
| Lage                 | Objekt     | Beschreibung | Akten-Nr.    | Bild |
| -------------------- | ---------- | --- | ------------ | ---- |
| Buch B 12 (Standort) | Wegkapelle | Putzbau mit Satteldach, Anfang 19. Jahrhundert; an der B 12 (Anmerkung: Die Kapelle wurde im Zuge des Radwegebaus abgebrochen; im Bayerischen Denkmal-Atlas noch enthalten) | D-2-77-147-5 | BW   |